# Penhor
Penhor é direito real de garantia vinculado a uma coisa móvel ou mobilizável. Genericamente, o penhor é qualquer objeto que garante o direito imaterial, não palpável. Por exemplo: o penhor do trabalho é o dinheiro; o da dívida é algo de valor dado como garantia (não necessariamente bens móveis).

## Conceito
É um direito real de garantia sobre bens móveis. Deriva de uma expressão latina "pugnus", que significa punho, ou seja, o penhor é um direito real de garantia que depende da tradição (transferência do bem), no caso, do bem ser levado pelo próprio punho.
É importante ressalvar que o credor pignoratício tem o direito de guardar a coisa, mas ele não pode ficar com a coisa para si, em virtude de vedar a legislação pátria o instituto da cláusula comissória.

### Concepção religiosa
Na Bíblia, o vocábulo aparece cerca de 24 vezes e o seu sentido é de garantia geral de um direito não tangível, como na seguinte passagem:
| “ | O qual é o penhor da nossa herança, para redenção da possessão adquirida, para louvor da sua glória. | ” |

## Constituição do Penhor
O penhor surge através de um contrato formal e depende da efetiva tradição do bem, da efetiva entrega da posse. Cumpre ressaltar que não se usa o verbo "penhorar" mas "empenhar", cujo significado é dar em penhor.

## Espécies de Penhor
- Penhor Rural - que pode ser agrícola ou pecuário. Tanto o penhor rural, quanto o industrial incidem sobre a agricultura ou bens de comércio. Num dado caso ele pode incidir sobre imóvel, que será o de produção agrícola, ou até mesmo maquinário industrial, que será considerado imóvel por acessão natural ou industrial. Possui prazos de renovação estipulados entre 3 e 4 anos (recente alteração do codigo civil, verificar), registrados em cartório imobiliários.
- Penhor Industrial ou Mercantil.

No caso do penhor rural ou do penhor industrial, não haverá transferência do bem. Haverá uma transmissão ficta, uma posse indireta pelo constituto possessório. O que o credor pode fazer é inspecionar o bem dado em garantia para que possa fazer uso de uma cautelar, se necessário.
- Penhor de Título de Crédito - é aquele em que o credor tem por garantia o seu título de garantia.  Esse título pode ser empenhado quando ele é entregue a um terceiro através de tradição e depende de registro no cartório de títulos e de documentos.
- Penhor de Veículos - Tem prazo máximo de dois anos e o veículo deve estar segurado para que possa ser dado em garantia. Além disso, deverá ser registrado no DETRAN para que seja oponível contra terceiros. Graças a exigência do seguro, a tradição é dispensada, haja vista que, se o bem sumir, o seguro cobrirá.
- Penhor Legal - São as garantias instituídas por lei. Independe da vontade das partes.
- Penhor Financeiro - É extra judicial não precisa ir ao Tribunal. A sua execução é feita apenas com o aviso ao cliente, visto que quando se faz o contraro em Penhor Financeiro a garantia é da instituição. Contraria ao Penhor.